# Seznam hor a kopců ve Švédsku

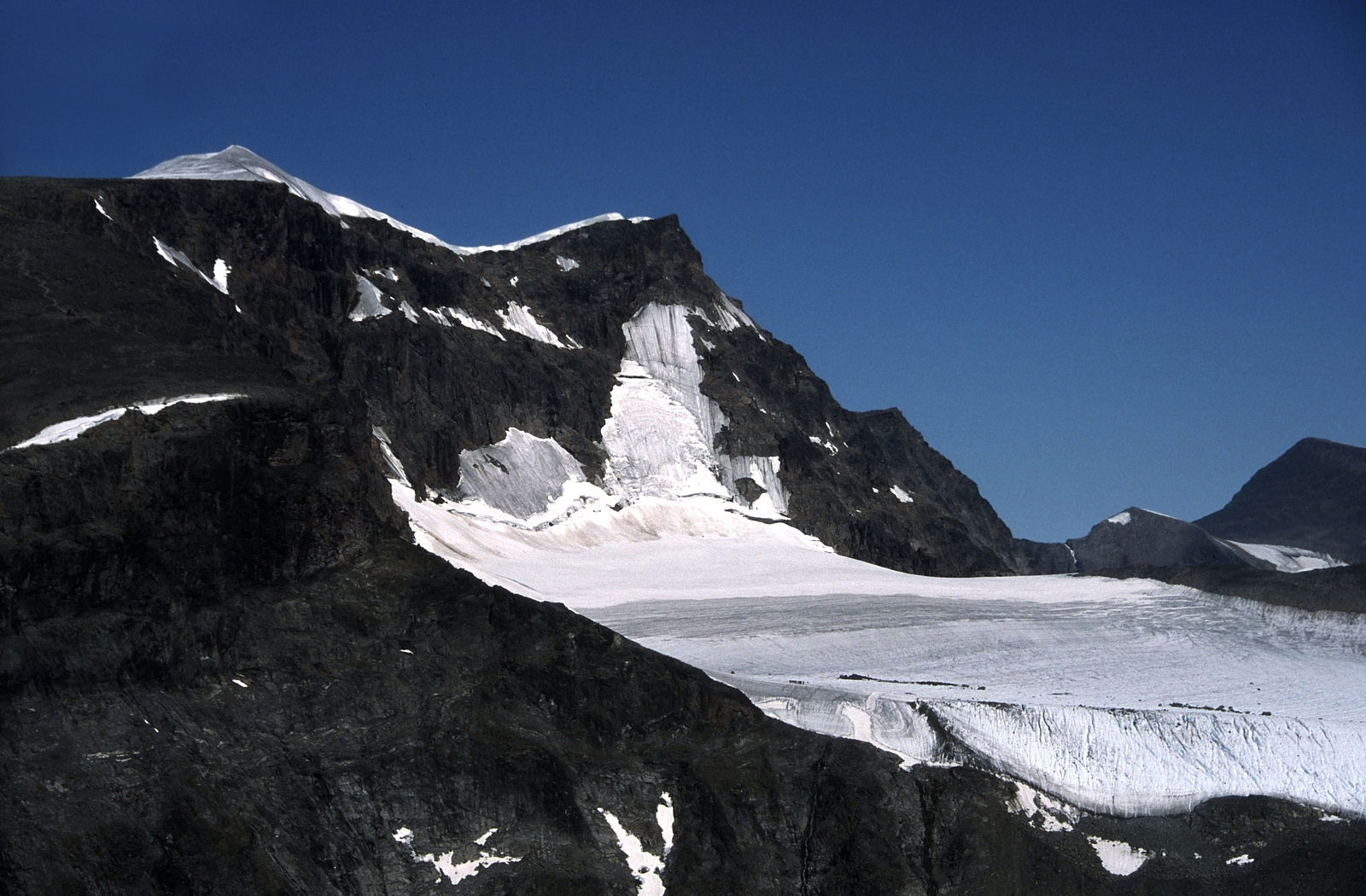
1. Kebnekaise (2104 m)

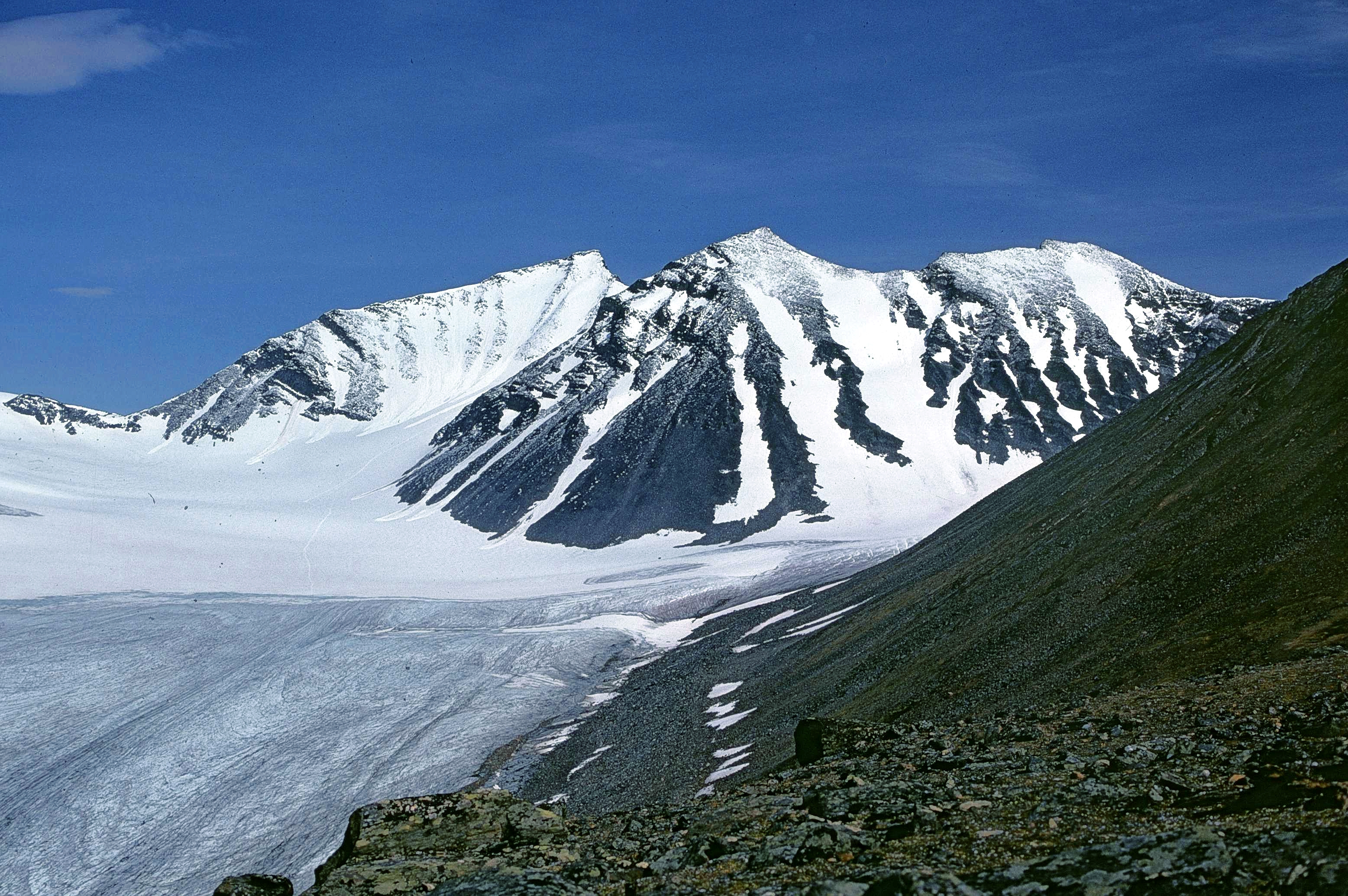
3. Sarektjåkkå (2089 m)

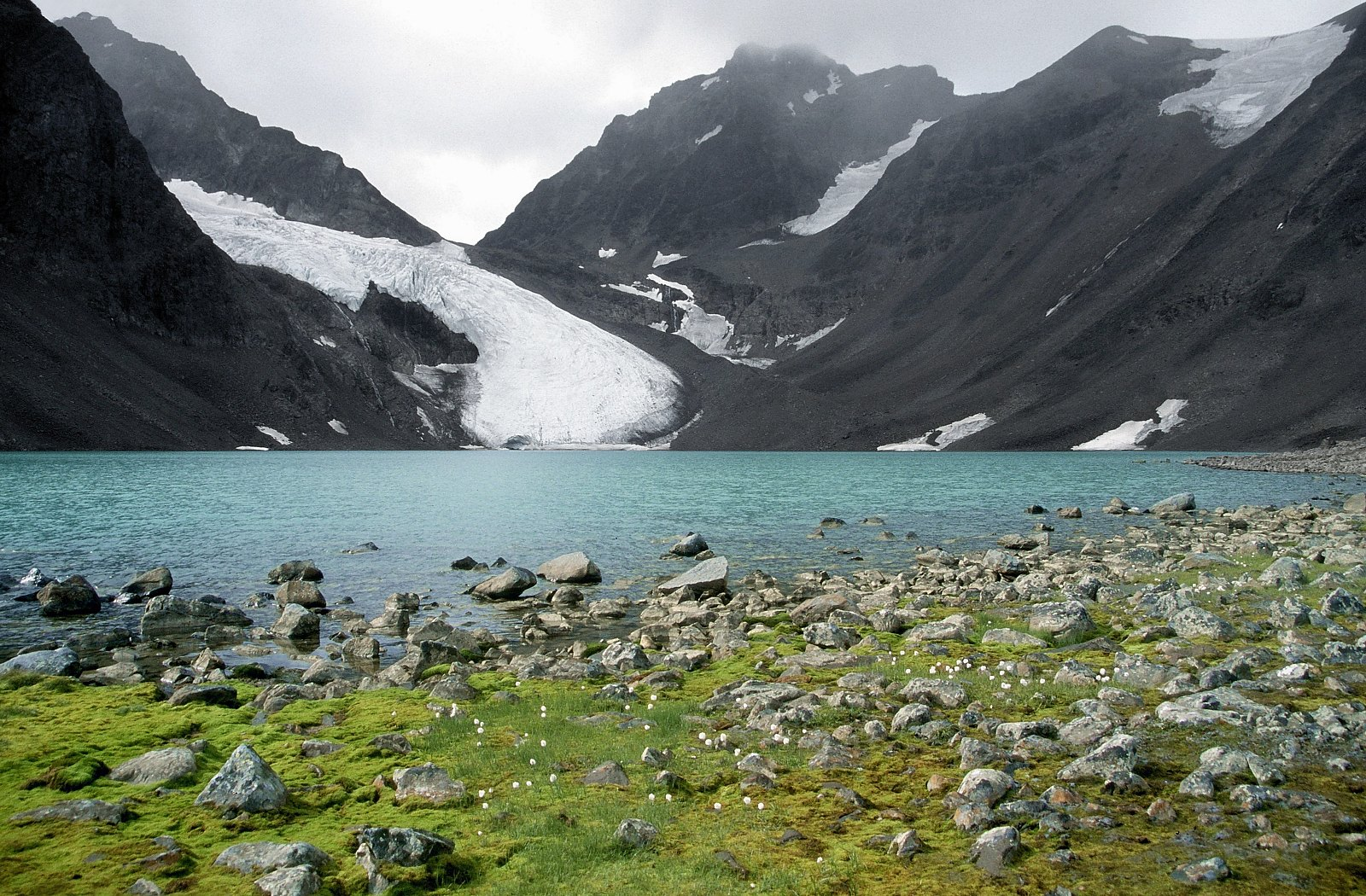
6. Kaskasapakte (2043 m)

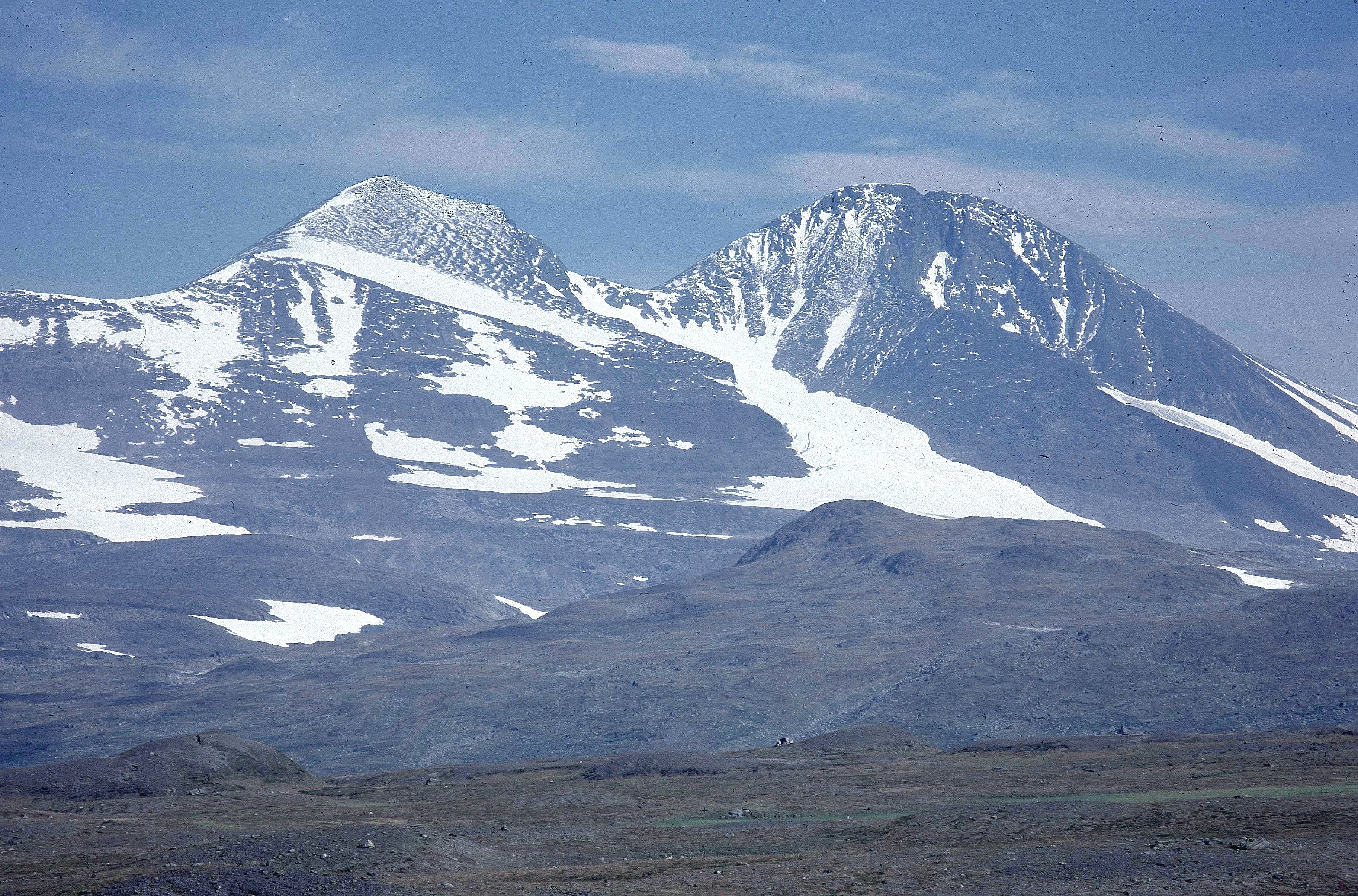
8. Akka (2016 m)

Seznam hor a kopců ve Švédsku zobrazuje 12 nejvyšších hor Švédska, vyšších než 2000 m n. m., a dále nejvyšší hory jednotlivých švédských provincií.

## Švédské dvoutisícovky
| #  | Vrchol                    | Výška (m) | Promine nce (m) | Souřadnice                       | Provincie |
| -- | ------------------------- | --------- | --------------- | -------------------------------- | --------- |
| 1  | Kebnekaise (Nordtoppen)   | 2097      | 001750          | 67°54′16″ s. š., 18°31′37″ v. d. | Laponsko  |
| 2  | Kebnekaise (Sydtoppen)    | 2096      | 70              | 67°54′03″ s. š., 18°31′04″ v. d. | Laponsko  |
| 3  | Sarektjåkkå (Stortoppen)  | 2089      | 1519            | 67°25′55″ s. š., 17°43′23″ v. d. | Laponsko  |
| 4  | Kaskasatjåkka             | 2076      | 0586            | 67°56′32″ s. š., 18°34′47″ v. d. | Laponsko  |
| 5  | Sarektjåkkå (Nordtoppen)  | 2056      | 0050            | 67°26′07″ s. š., 17°43′48″ v. d. | Laponsko  |
| 6  | Kaskasapakte              | 2043      | 0230            | 67°56′06″ s. š., 18°32′50″ v. d. | Laponsko  |
| 7  | Sarektjåkkå (Sydtoppen)   | 2023      | 0100            | 67°25′29″ s. š., 17°43′20″ v. d. | Laponsko  |
| 8  | Akka (Stortoppen)         | 2016      | 1105            | 67°34′44″ s. š., 17°29′14″ v. d. | Laponsko  |
| 9  | Akka (Nordvästtoppen)     | 2010      | 0140            | 67°35′12″ s. š., 17°29′56″ v. d. | Laponsko  |
| 10 | Sarektjåkkå (Buchttoppen) | 2010      | 0100            | 67°25′20″ s. š., 17°44′20″ v. d. | Laponsko  |
| 11 | Pårtetjåkkå               | 2005      | 1155            | 67°09′48″ s. š., 17°35′56″ v. d. | Laponsko  |
| 12 | Palkattjåkkå              | 2002      | 0200            | 67°10′40″ s. š., 17°36′40″ v. d. | Laponsko  |

## Mapa švédských dvoutisícovek
Následující mapa zobrazuje polohu 7 hlavních švédských dvoutisícovek na území kraje Norrbotten.

Vzdálenost mezi nejsevernější Kaskasatjåkka (4) a nejjižnější Pårtetjåkkå (11) je necelých 100 km.

## Nejvyšší vrcholy švédských provincií

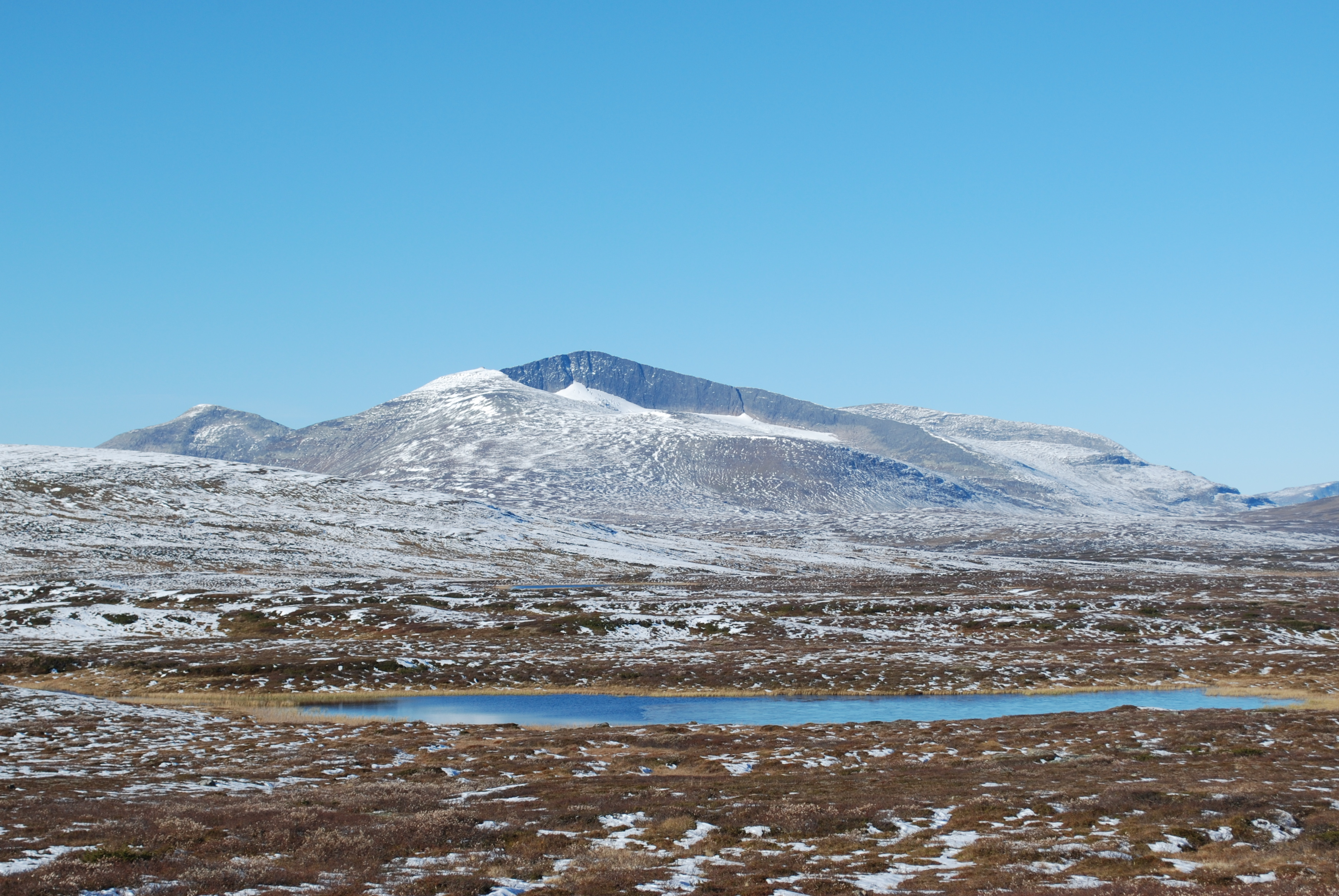
Helags (1797 m, Härjedalen)

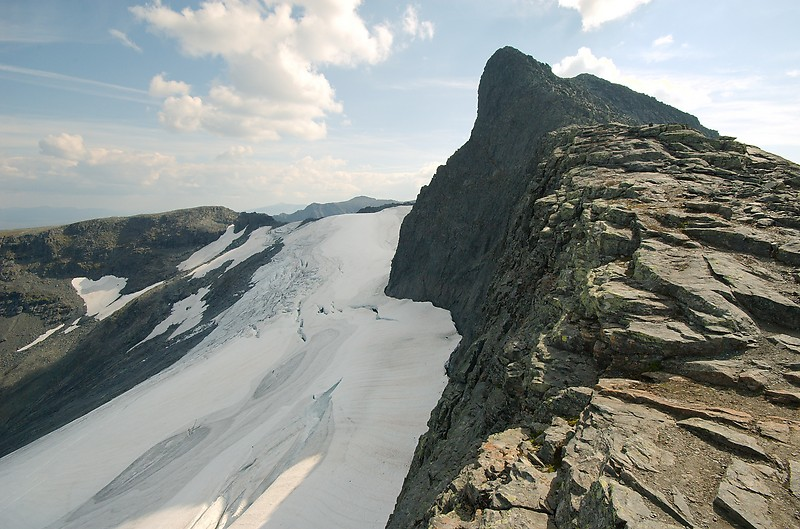
Storsylen (1743 m, Jämtland)

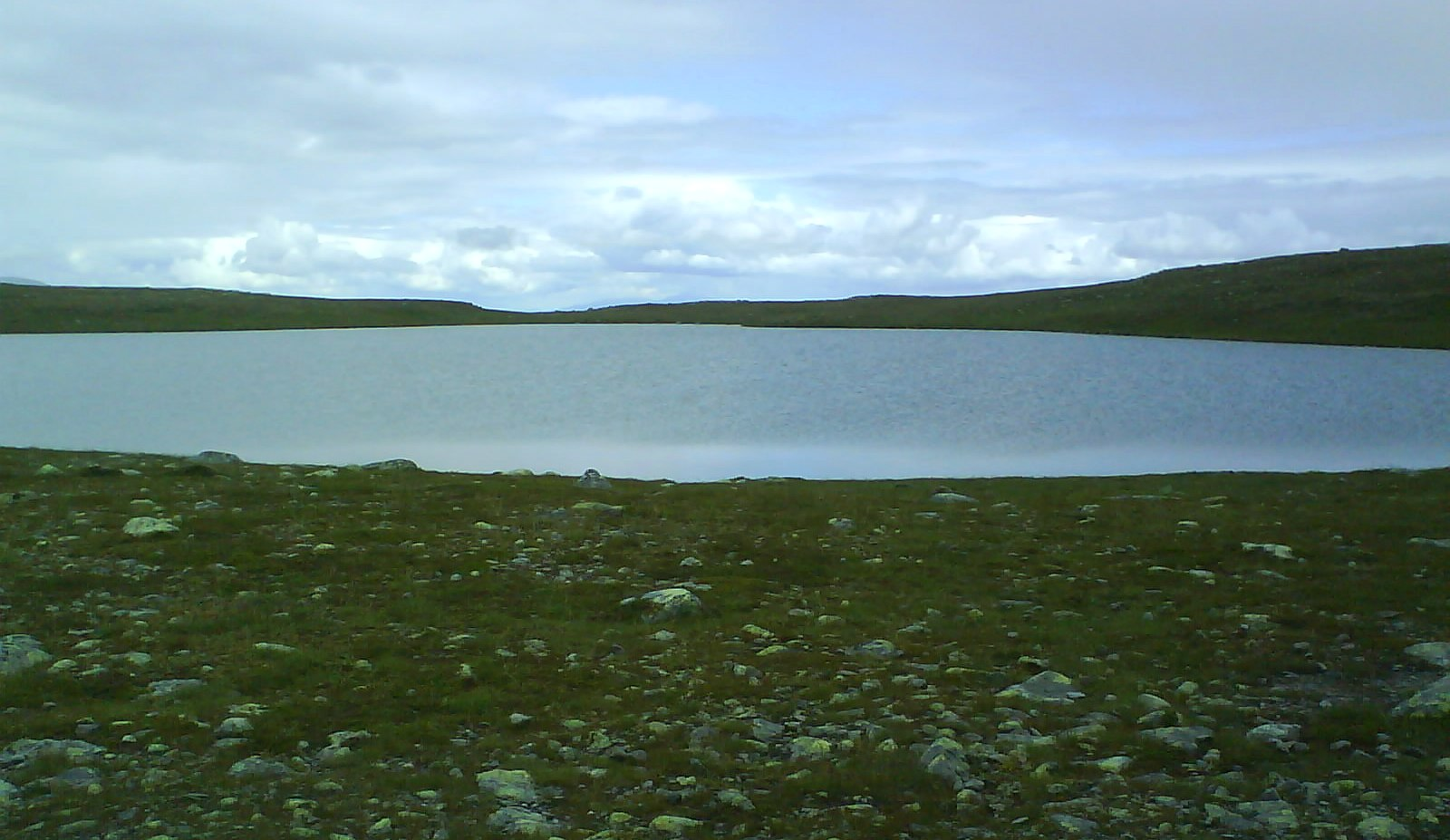
Storvättneshågna(1204m,Dalarna)

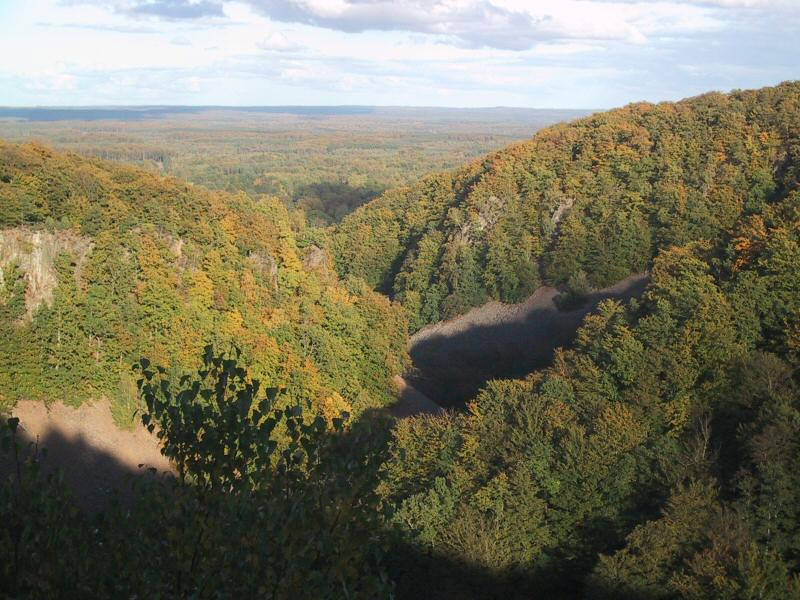
Söderåsen (212 m, Skåne)

| Provincie     | Vrchol           | Výška (m) | Souřadnice                       |
| ------------- | ---------------- | --------- | -------------------------------- |
| Ångermanland  | Tåsjöberget      | 0635      | 64°13′57″ s. š., 15°56′08″ v. d. |
| Blekinge      | Rävabacken       | 0189      | 56°26′30″ s. š., 14°31′37″ v. d. |
| Bohuslän      | Björnerödspiggen | 0222      | 59°00′06″ s. š., 11°24′29″ v. d. |
| Dalarna       | Storvätteshågna  | 1204      | 62°07′00″ s. š., 12°27′00″ v. d. |
| Dalsland      | Baljåsen         | 0302      | 59°04′00″ s. š., 12°27′00″ v. d. |
| Gotland       | Lojsta hed       | 0083      | 57°19′57″ s. š., 18°20′16″ v. d. |
| Gästrikland   | Lustigknopp      | 0402      | 60°59′30″ s. š., 16°07′50″ v. d. |
| Halland       | Högalteknall     | 0226      | 56°22′32″ s. š., 13°02′25″ v. d. |
| Hälsingland   | Garpkölen        | 0671      | 61°52′42″ s. š., 14°48′21″ v. d. |
| Härjedalen    | Helags           | 1797      | 62°54′16″ s. š., 12°27′09″ v. d. |
| Jämtland      | Storsylen        | 1743      | 63°01′15″ s. š., 12°12′00″ v. d. |
| Lappland      | Kebnekaise       | 2104      | 67°54′00″ s. š., 18°31′00″ v. d. |
| Medelpad      | Myckelmyrberget  | 0577      | 62°28′04″ s. š., 15°04′22″ v. d. |
| Norrbotten    | Vitberget        | 0594      | 65°58′35″ s. š., 20°18′48″ v. d. |
| Närke         | Tomasbodahöjden  | 0298      | 59°23′00″ s. š., 14°59′00″ v. d. |
| Öland         | Högsrum          | 0055      | 56°46′13″ s. š., 16°35′45″ v. d. |
| Östergötland  | Stenabohöjden    | 0328      | 57°46′04″ s. š., 15°14′28″ v. d. |
| Skåne         | Söderåsen        | 0212      | 56°03′55″ s. š., 13°08′18″ v. d. |
| Småland       | Tomtabacken      | 0377      | 57°30′02″ s. š., 14°28′13″ v. d. |
| Södermanland  | Skogsbyås        | 0124      | 58°46′50″ s. š., 16°22′41″ v. d. |
| Uppland       | Tallmossen       | 0118      | 59°58′16″ s. š., 17°05′18″ v. d. |
| Värmland      | Granberget       | 0701      | 60°53′51″ s. š., 12°44′31″ v. d. |
| Västerbotten  | Åmliden          | 0550      | 62°02′36″ s. š., 19°00′21″ v. d. |
| Västergötland | Galtåsen         | 0361      | 57°47′00″ s. š., 13°33′00″ v. d. |
| Västmanland   | Fjällberget      | 0466      | 60°05′42″ s. š., 14°54′59″ v. d. |